# Прапор Поториці
Прапор Поториці — офіційний символ села Поториця, Шептицького району Львівської області, затверджений 20 грудня 2005 року рішенням сесії Поторицької сільської ради.
Автор — А. Гречило.

## Опис
Квадратне полотнище, на зеленому фоні біла голова вовка з червоним язиком і очима, повернута до древка, під нею три жовті дубові листки, два над одним; біля древка йде біла вертикальна смуга, завширшки в 1/4 сторони прапора.

## Зміст
Зелений колір та дубові листки вказують на те, що поселення виникло серед щедрих лісів, а голова вовка уособлює один із них – Вовчий ліс. Біла смуга означає річку Буг, яка протікає через територію села. Три листочки можна також трактувати як три села, що були підпорядковані сільській раді.